# Mydaea breviscutellata
Mydaea breviscutellata este o specie de muște din genul Mydaea, familia Muscidae, descrisă de Xue și Ko Zen Kuang în anul 1992.
Este endemică în Guangdong. Conform Catalogue of Life specia Mydaea breviscutellata nu are subspecii cunoscute.